# Spartak Tambow
Spartak Tambow (ros. Футбольный клуб «Спартак» Тамбов, Futbolnyj Kłub "Spartak" Tambow) – rosyjski klub piłkarski z siedzibą w Tambowie.

## Historia
Chronologia nazw:
- ...—1949: Samolot Tambow (ros. «Самолëт» Тамбов)
- 1950: Komsomolec Tambow (ros. «Комсомолец» Тамбов)
- 1950—1959: Maszynostroitiel Tambow (ros. «Машиностроитель» Тамбов)
- 1960—1971: Spartak Tambow (ros. «Спартак» Тамбов)
- 1972—1979: Riewtrud Tambow (ros. «Ревтруд» Тамбов)
- 1980—2014: Spartak Tambow (ros. «Спартак» Тамбов)

Piłkarska drużyna Spartak została założona w 1960 w mieście Tambow, chociaż wcześniej w rozrywkach Pucharu ZSRR miasto reprezentowała drużyna najpierw Samolot Tambow w 1938, a potem Komsomolec Tambow w 1950.
W 1960 zespół debiutował w Klasie B, grupie 1 Mistrzostw ZSRR, w której występował trzy sezony. Następnie spadł do Drugiej Ligi, w której występował do 1989, z wyjątkiem 1970, kiedy to zmagał się w niższej lidze.
Od 1980 klub nazywał się Spartak Tambow.
W 1990 i 1991 występował w Drugiej Niższej Lidze.
W Mistrzostwach Rosji klub startował w Drugiej Lidze, w której występował dwa sezony, a od 1994 występował w Trzeciej Lidze.
W 1996 klub zajął pierwsze miejsce w Trzeciej lidze i zdobył awans do Drugiej Ligi, w której występował do czerwca 2013. W związku z brakiem finansowania na początku 2014 klub został rozwiązany.

## Sukcesy
- 9 miejsce w Klasie B ZSRR:

1961
- 1/64 finału w Pucharze ZSRR:

1961, 1988
- 4 miejsce w Rosyjskiej Drugiej Lidze:

1998
- 1/64 finału w Pucharze Rosji:

1995, 2005

## Inne
- FK Tambow